# イタリア陸軍の装備品一覧

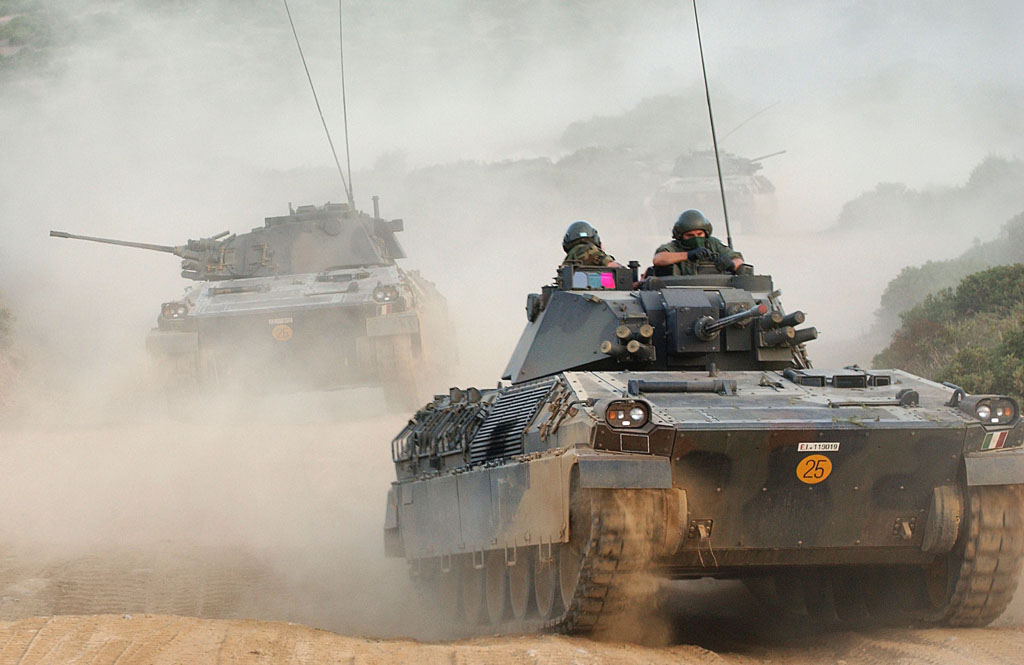
イタリア軍が独自開発したダルド歩兵戦闘車

イタリア陸軍の装備品一覧（イタリアりくぐんのそうびひんいちらん）は、イタリア陸軍が保有している装備品の一覧である。

## 車両

### 戦車
- レオパルト1A5 - 120両
- アリエテ - 200両

2025年より、90両をC2規格へアップグレード中。

### 装輪車
- チェンタウロ戦闘偵察車 - 449両
- プーマ軽装甲車 - 540両
- イヴェコ VM 90 - 1280両
- イヴェコ LMV - 1260両
- クーガー装甲車 - 6両
- バッファロー - 6両
- AR90 - 2700両

### 装軌車
- M113装甲兵員輸送車 - 3000両
- Bv206S装甲兵員輸送車 - 189両
- カミリーノ歩兵戦闘車 - 1300両
- ダルド歩兵戦闘車 - 200両
- AAV7 - 60両
- M109 155mm自走榴弾砲 - 192両
- PzH2000自走榴弾砲 - 70両
- レオパルト1戦闘工兵車仕様 - 120両

### オートバイ
- カジバ W12 350

## 火器

### 小火器
- ベレッタM92
- ベレッタM93R
- ベレッタ M12
- H&K MP5
- FN P90
- H&K MP7
- ベレッタBM59
- ベレッタAR70
- ベレッタAR70/90
- ベレッタ ARX160
- H&K G36
- M4カービン
- フランキ・スパス12
- フランキ・スパス15
- ミニミ軽機関銃
- ラインメタルMG3
- ブローニングM2重機関銃
- SAKO TRG
- バレットM82

### 火砲
- M109 155mm自走榴弾砲 - 192両
- PzH2000自走榴弾砲 - 70両
- FH70 - 162門
- 120mm迫撃砲 RT - 180門
- 60mm迫撃砲 - 300門

- SIDAM 25自走対空砲
- パンツァーファウスト3

## ロケット
- MLRS - 22両

## 誘導弾
- BGM-71 TOW
- ミラン
- スパイク
- FIM-92 スティンガー
- ホーク - 60基
- スパダ2000　- 50基
- アスピーデ
- FSAF-SAMP IT対空ミサイル - 6基

## 航空機関士

### 回転翼機
- A129 マングスタ - 60機
- アグスタ A109 - 12機
- UH-1 - 82機
- ベル 412 - 23機
- CH-47C - 24機
- CH-47F - 16機
- NH90 - 40機

### 固定翼機
- ドルニエ 228 - 3機
- ピアッジョ P.180 アヴァンティ - 3機